# Euskal Wikilarien Kultura Elkartea

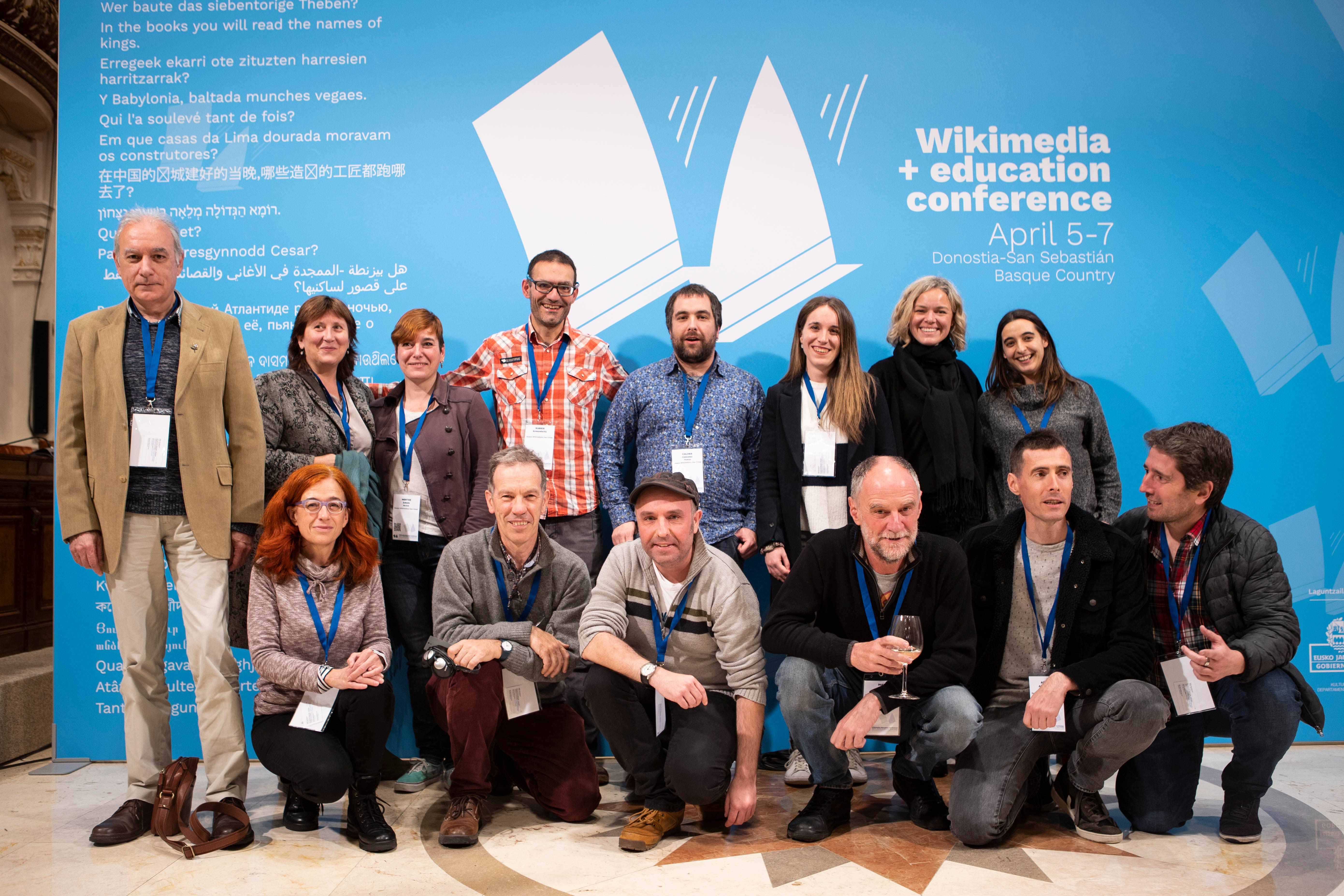
Integrantes de EWKE con Katherine Maher, presidenta de la Fundación Wikimedia, en 2019

Euskal Wikilarien Kultura Elkartea (en euskera, 'Asociación Cultural de Wikipedistas Vascos') es una asociación sin ánimo de lucro fundada en 2016 para la promoción y desarrollo de la Wikipedia en euskera, y por extensión, de los wikiproyectos hermanos en este idioma. Su actual presidente es Luistxo Fernandez. 
En 2017 firmaron junto con el Gobierno Vasco el convenio Kalitatezko 1.000 artikulu 12-16 urteko ikasleentzat ('1.000 artículos de calidad para alumnos de 12 a 16 años'). En 2021 crearon la app Txikipedia, una enciclopedia en vasco dirigida a niños de entre ocho y trece años.